# Heteronyx granum
Heteronyx granum är en skalbaggsart som beskrevs av Hermann Burmeister 1855. Heteronyx granum ingår i släktet Heteronyx och familjen Melolonthidae. Inga underarter finns listade i Catalogue of Life.